# Arrast-Larrebieu
Arrast-Larrebieu (på baskiska: Ürrüstoi-Larrabile) är en kommun i departementet Pyrénées-Atlantiques i regionen Nouvelle-Aquitaine i sydvästra Frankrike. Kommunen ligger i kantonen Mauléon-Licharre som tillhör arrondissementet Oloron-Sainte-Marie. År 2022 hade Arrast-Larrebieu 92 invånare.

## Befolkningsutveckling
Antalet invånare i kommunen Arrast-Larrebieu
| Referens: INSEE |